# Fomitopsis pinicola
Espèce
 (janvier 2021).
Si vous disposez d'ouvrages ou d'articles de référence ou si vous connaissez des sites web de qualité traitant du thème abordé ici, merci de compléter l'article en donnant les références utiles à sa vérifiabilité et en les liant à la section « Notes et références ».

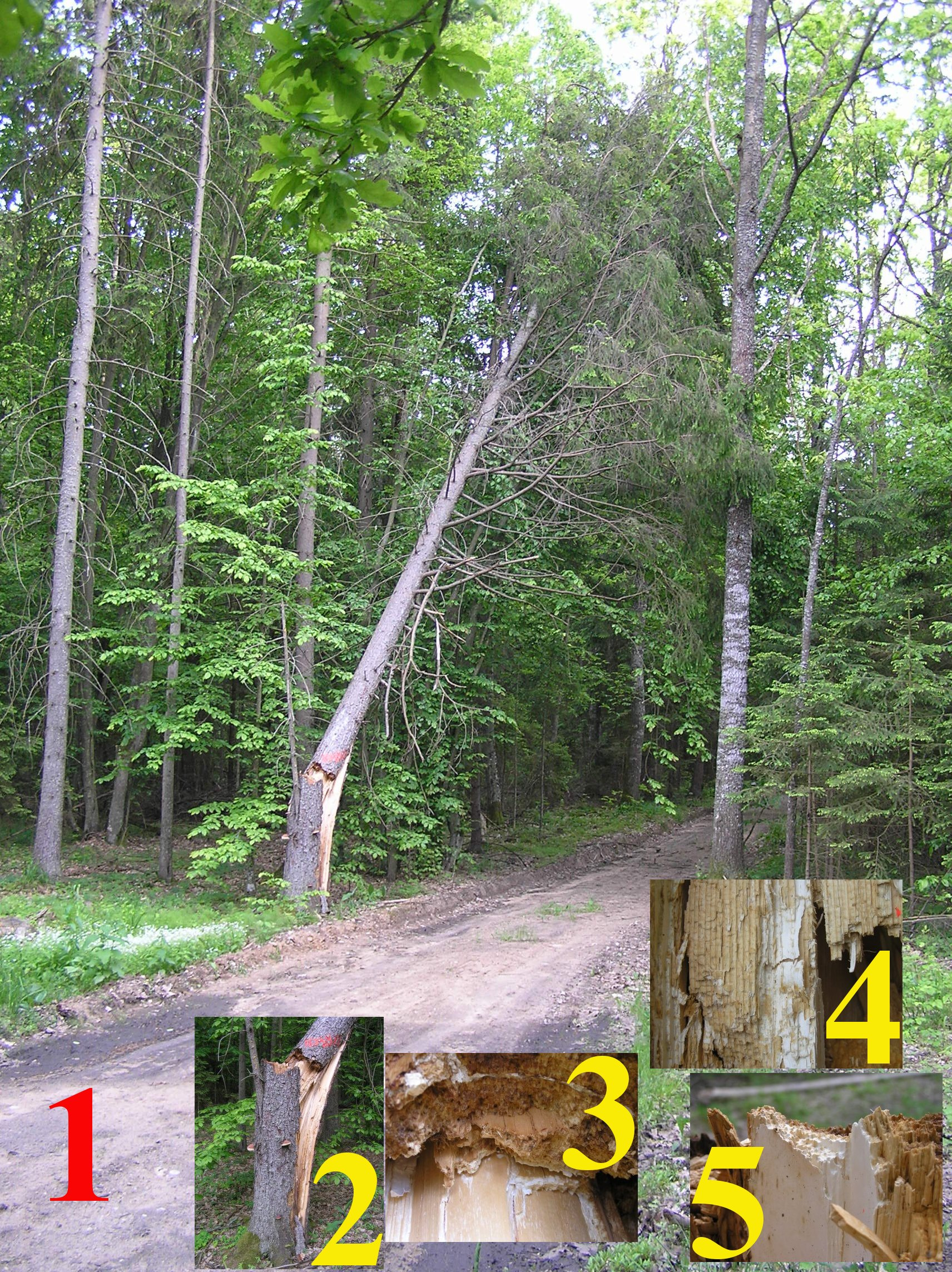
Ce champignon nécrotrophe lignicole est à l'origine de la pourriture blanche qui creuse le cœur de l'arbre qu'il parasite en le faisant mourir d'épuisement. Il est possible d'observer les tubes stratifiés (3), chaque couche correspondant à la croissance réalisée durant une saison (globalement une année).

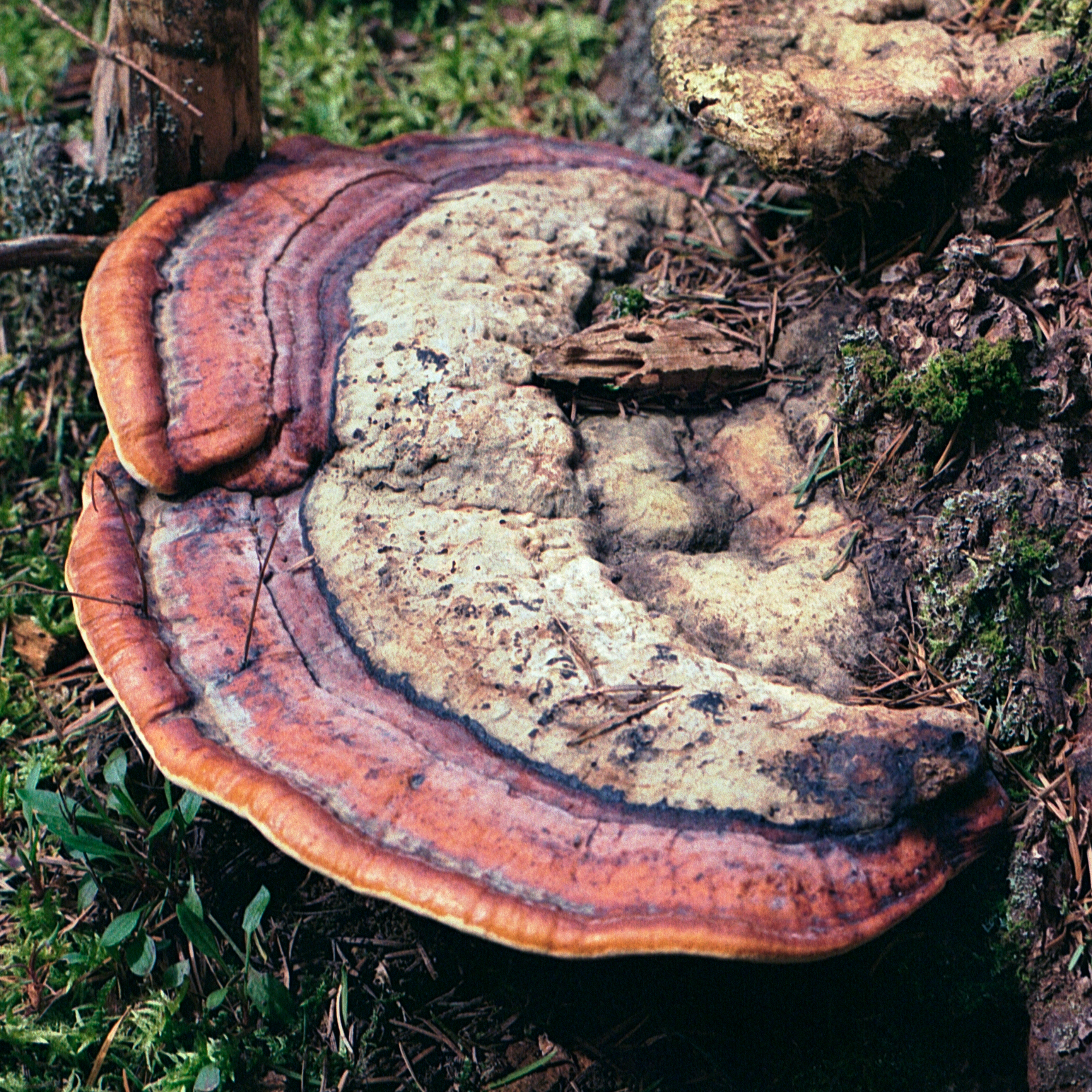
Vieux spécimen dont les deux colorations sont bien visibles.

Fomitopsis pinicola, polypore marginé ou ungiline marginée, est une espèce de champignon basidiomycète non comestible de la famille des Fomitopsidaceae. Son nom botanique renvoie aux conifères sur lesquels il pousse volontiers, son nom vernaculaire renvoie à la bordure rouge caractéristique visible sur les vieux champignons.

## Description
- Tubes de couleur jaune pâle à marron cuir, sporée blanchâtre. Les pores des sujets jeunes sont larmoyants au printemps.
- Chapeau jusqu'à 40cm de diamètre, 15 cm d'épaisseur, dégradé de couleur allant du jaune orangé en bordure, en passant par le rouge, et finissant par le noir/gris si le champignon est assez vieux.
- Absence de pied, le champignon pousse en console ou en sabot.
- Chair d'aspect ligneux, coriace.
- Odeur de tabac blond chez les exemplaires frais.
- Saveur amère.
- Parasite puis saprophyte.
- L'ensemble du champignon est couvert d'une couche cireuse.
- Il persiste en développant une nouvelle couche de tubes chaque année. Il pousse dès le printemps jusqu'aux premières gelées.

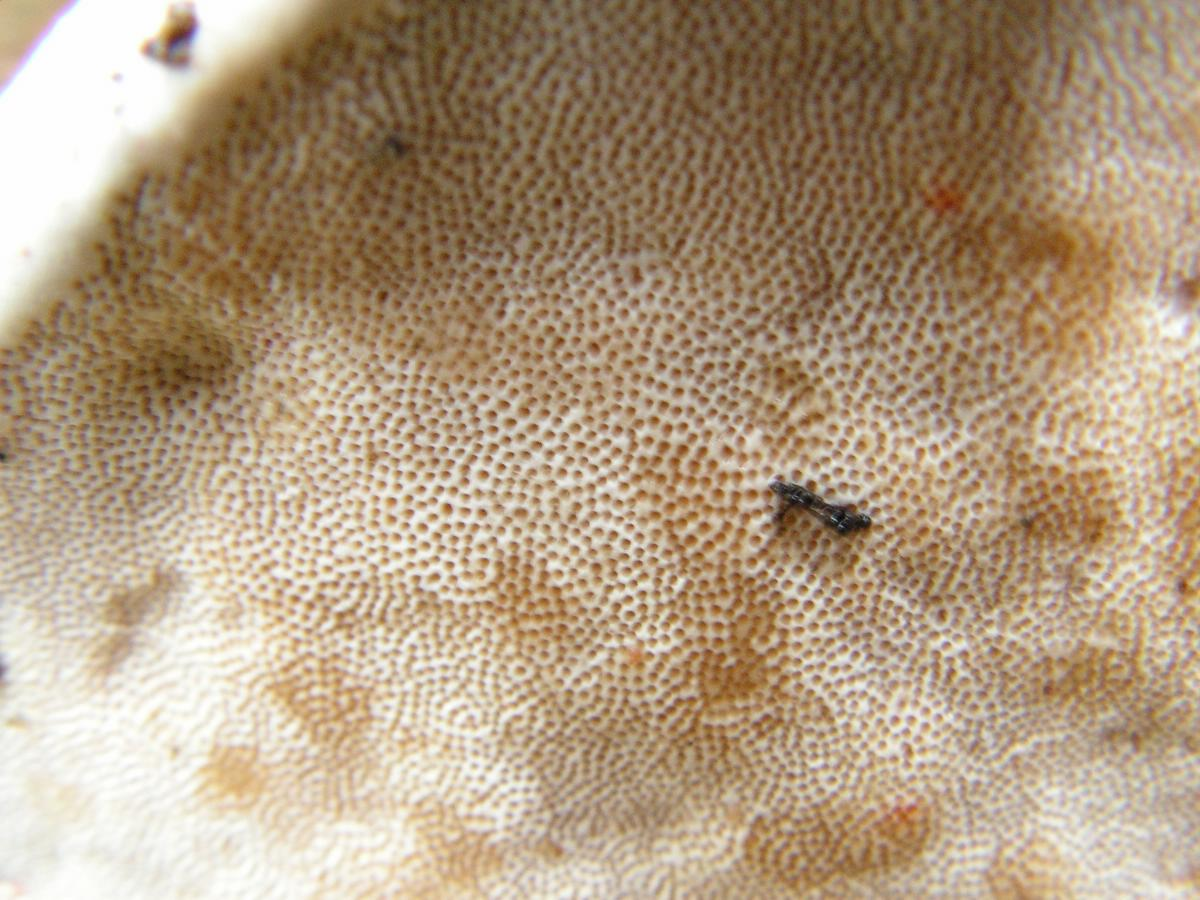
Dessous montrant les pores ronds.
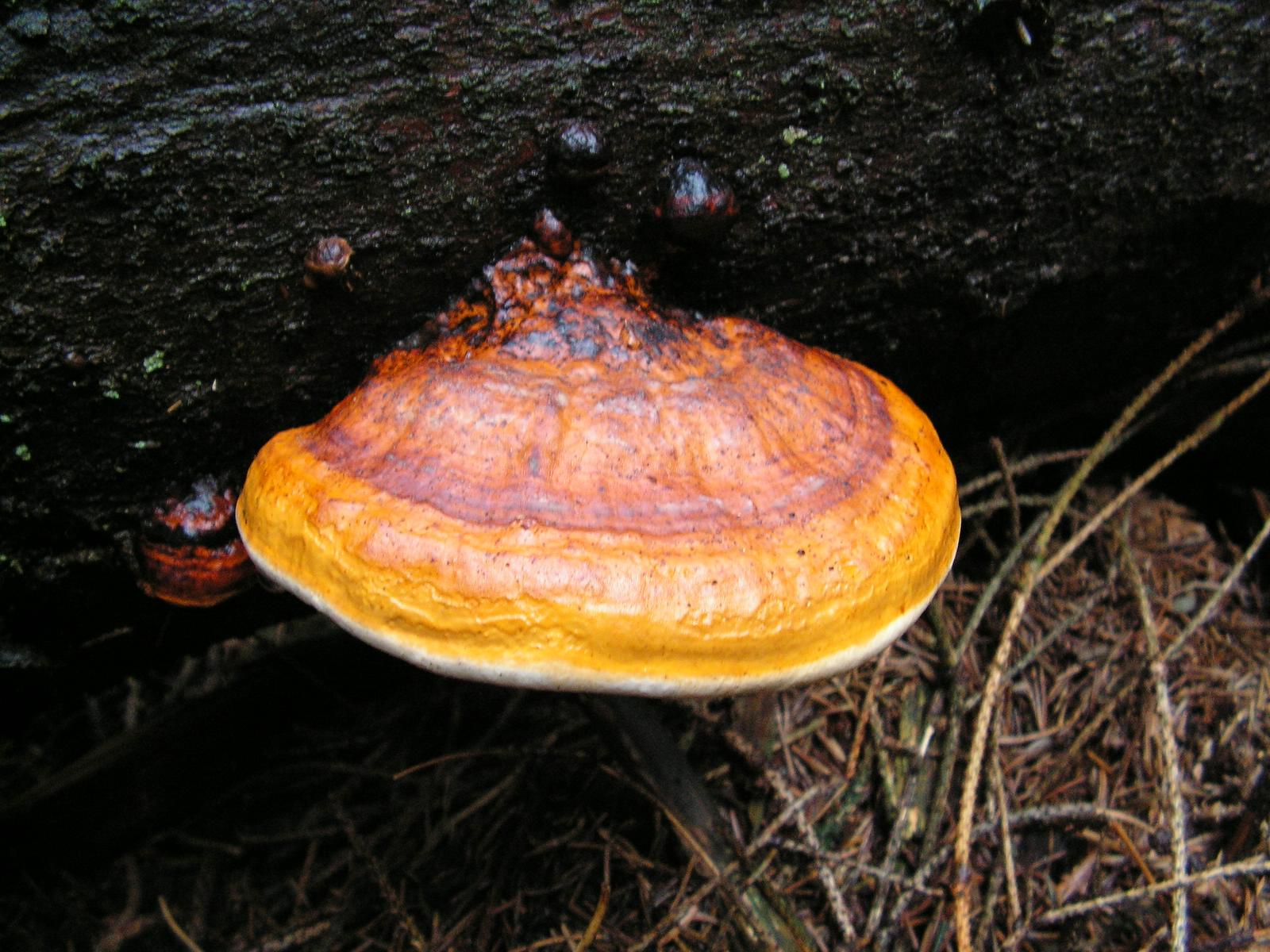
Jeunes spécimens orangés.
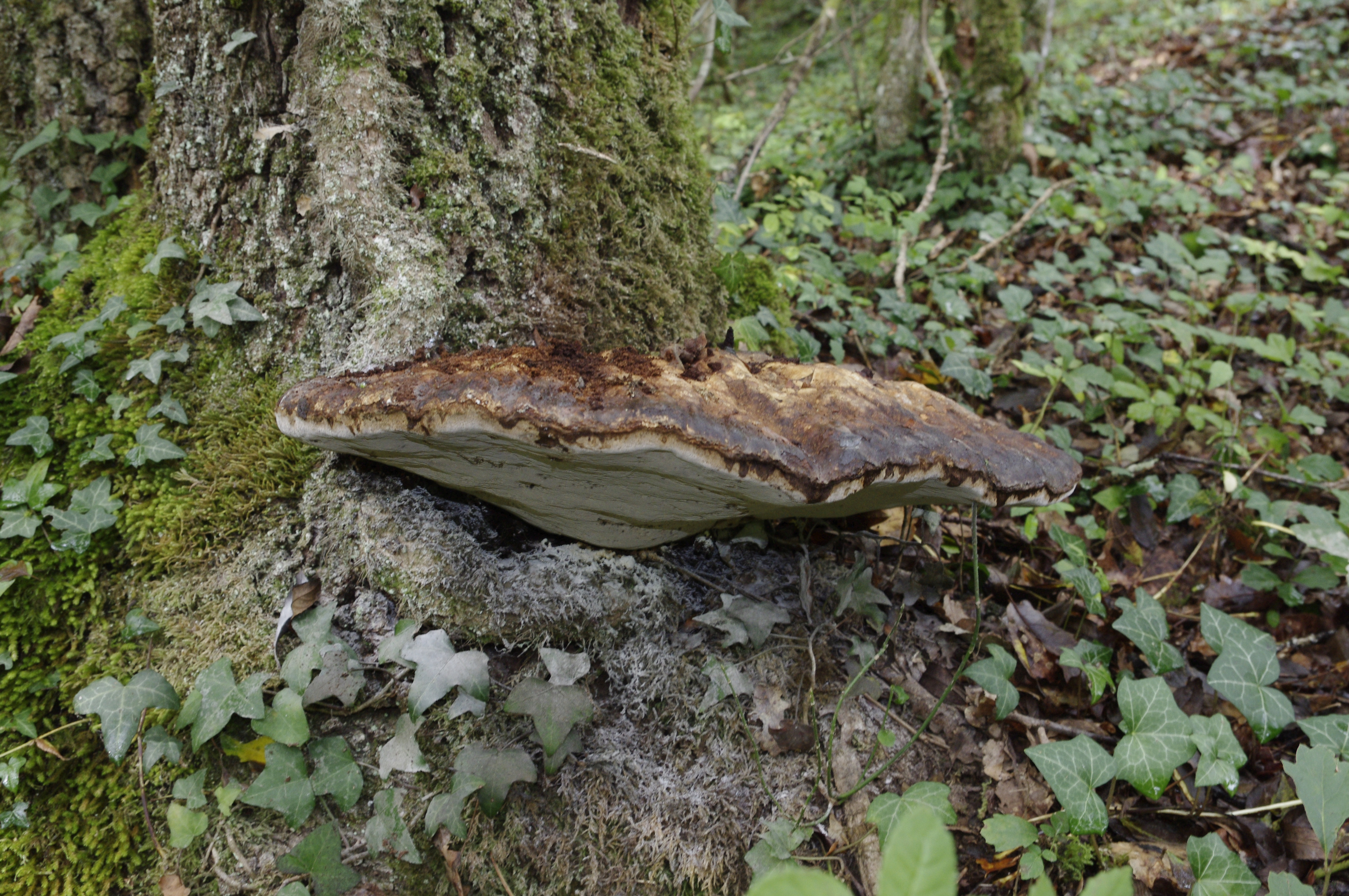
Exemplaire âgé

## Habitat
Il se fixe de préférence sur les résineux morts ou malades mais aussi sur les feuillus. Il pousse aussi bien en plaine qu'en moyenne montagne, il est assez commun en zone montagneuse.

## Écologie
Cette espèce, comme la plupart des champignons lignivores, joue un rôle important dans la décomposition du bois mort et le cycle du carbone.
Les capacités de dispersion/colonisation à distance de cette espèce par des arthropodes mangeurs de champignons a été étudiée en Europe du Nord autour d'une réserve naturelle de forêt ancienne. Dans ce cas, la plupart des arthropodes étudiés semblaient pouvoir coloniser un nouveau champignon en forêt jusqu'à 1,6 km de distance mais certaines espèces parfaitement volantes telles le coléoptère fongivore Cis quadridens ou la mouche prédatrice Medetera apicalis (Dolichopodidae) semblaient ne pouvoir les détecter qu'à faible distance et régressent au fur et à mesure qu'on s'éloigne des F. pinicola de la réserve naturelle.

## Utilité
Ce champignon n'est pas comestible du fait de sa texture et de son amertume. En tant que champignon saprophyte, il contribue à la dégradation du bois mort.